# Stazione di Maschio
Stazione di Maschio 2009-ben bezárt vasútállomás Olaszországban, Savona településen.

## Vasútvonalak
Az állomást az alábbi vasútvonalak érintették:
- Torino-Fossano-Savona-vasútvonal

## Kapcsolódó állomások
A vasútállomáshoz az alábbi állomások vannak a legközelebb:
- Cadibona railway halt
- Stazione di Savona Letimbro (–1977)
- Stazione di Savona (1977–)